# 꾸앙차빵

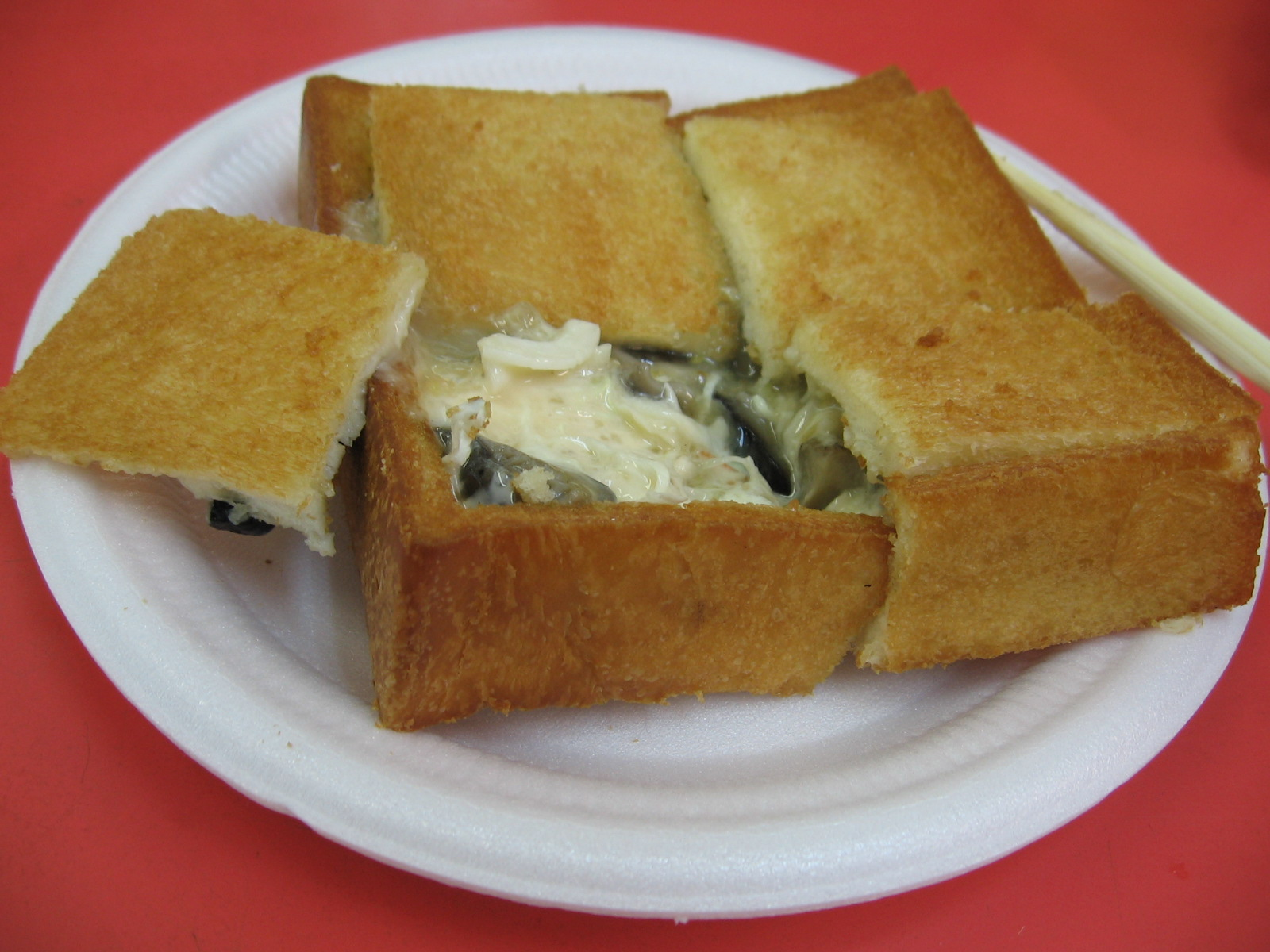
꾸앙차빵

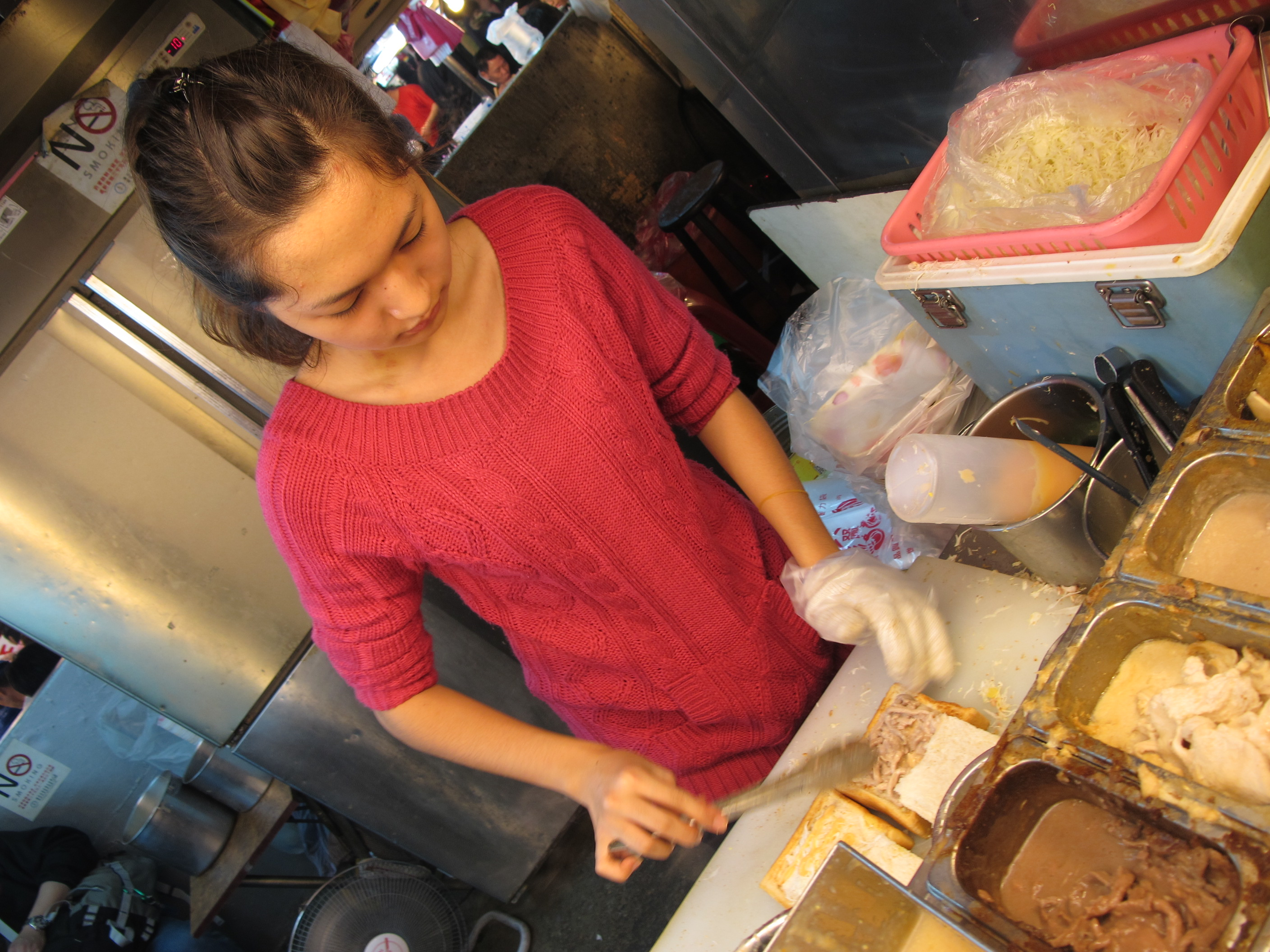
대만 스린 야시장에서 꾸앙차빵을 만드는 노점상

꾸앙차빵(민난어 백화자: koaⁿ-chhâ-pang, 한자: 棺柴枋, 중국어 간체자: 官财板, 정체자: 官財板, 병음: guāncáibǎn 관차이반[*])은 타이난에서 만들어진 대만의 간식이다. 튀긴 식빵을 도려내어 속에 스튜나 리소토를 넣은 샌드위치이다. 타이난시의 지역 특산품이며 화롄에서도 유명하다.

## 유래
꾸앙차빵은 대만 타이난시 중시구에 있는 캉러 시장(속칭 사카리바) 내에 위치한 '츠칸관차이반'에서 시작했다. 1940년대에는 닭 간 등 내장이 최고급 식재료로 여겨졌는데, 창업자 쉬류이는 닭간을 주재료로 사용했다. 어느 날, 대만국립성공대학부속 고급산업직업지도학교 교수가 사카리바에 와서 이 빵을 먹었는데, 그 형태가 관과 비슷하다고 느껴서 '꾸앙차빵'이라고 이름을 붙였다.
독특한 모양과 달콤한 맛으로 인해 꾸앙차빵은 엄청난 인기를 얻었으며, 1970년대부터 1990년대까지 타이난의 유명한 간식 중 하나가 되었다. 사카리바 또는 츠칸러우 근처에 노점상이 있었다. 최근 몇 년 동안 우육면 등과의 경쟁에서 밀려 기세가 예전만은 못하다.
최근 몇 년 동안 대만의 다른 현과 시에서는 인스턴트 식품의 수요에 따라 걸으면서 먹을 수 있는 새로운 꾸앙차빵을 잇달아 출시했고, 속재료도 더욱 다양해졌는데, 예를 들어 화롄시는 하모니 꾸앙차빵이라는 이름을 가지고 있다.

## 조리법
먼저 두꺼운 토스트를 노릇노릇하게 튀긴 뒤 건져내고, 그 사이를 파낸 후 닭고기, 완두콩, 무, 오징어 등을 넣고 육수를 끓인 뒤 우유를 살짝 버무린 뒤 토스트 뚜껑을 올리면 맛있는 꾸앙차빵이 된다. 초기에는 닭 간 등의 재료가 존재했으나 지금은 거의 사용하지 않는다.

## 같이 보기
- 대만 요리
- 버니 차우